# Santa Maria de Tagamanent
Santa Maria de Tagamanent és una església del municipi de Tagamanent (Vallès Oriental), situada al cim del turó de Tagamanent dins del castell de Tagamanent. Forma part de l'Inventari del Patrimoni Arquitectònic de Catalunya.

## Descripció
És un edifici romànic del segle xii, orientat a l'oest. Té una porta adovellada amb dues arquivoltes i columnes cilíndriques de base octogonal, coronades per uns collarets a manera de capitell, i un rosetó a sobre. El campanar, de dos forats, s'erigeix segons l'eix vertical que configura la porta. Hi ha dues naus laterals d'època posterior, possiblement del gòtic, delimitades també a la línia de façana. La nau esquerra té una finestra, mentre al costat dret n'hi ha tres. La volta és apuntada, de tres trams i absis. A la dreta de l'absis hi ha la sagristia. Les quatre naus laterals són de creueria. L'edifici ha estat restaurat pel Servei de Patrimoni Arquitectònic de la Diputació de Barcelona (els treballs arqueològic duts a terme encara resten sense publicar). Al voltant hi ha restes d'edificis annexos i una porta que data del 1736.

## Història
El lloc és esmentat per primer cop el 993, quan el comte Borrell va cedir uns alous situats al Congost. L'església és citada el 1009. El 1098 el vescomte Folc II, que també era bisbe de Barcelona, la cedí a l'abat de Santa Fe de Concas per a fer-hi un priorat. No es va fer, i passà a Sant Pere de Casserres, que era propietat dels vescomtes de Cardona, una cessió confirmada pel bisbe de Vic el 1148.
Casserres va caure en decadència i la comunitat de Tagamanent no va tenir continuïtat, si és que mai es va arribar a establir. La regiren fins al 1331 (entre 1148 i 1257 tenien amb seguretat la titularitat del capellà), essent parròquia, després de l'intent de passar la parroquialitat a la de Sant Martí. A partir del segle xiv consta sempre com del bisbat de Vic.
Després del terratrèmol de Catalunya de 1448, l'edifici va ser reconstruït. Des del segle xvi figura com a parròquia. Al llarg del segle xvi es van fer algunes petites obres de manteniment de l'edifici i el van dotar d'alguns retaules nous. L'any 1578 es van iniciar un seguit de reformes que van durar fins al 1619 i que van representar una gran remodelació de l'edifici. Així s'hi van afegir dues naus laterals i la capella del Roser, es va eliminar el campanar d'espadanya i se'n va construir un de planta quadrada i se'n va refer la coberta.
A partir de mitjan segle xviii, tot i que s'havia construït la casa rectoral, l'església va entrar en un progressiu estat d'abandonament accentuat a l'inici del segle xix quan el lloc és definitivament abandonat. Tingué com sufragània la de Santa Eugènia fins al 1878, però des del 1940 i fins a l'actualitat, és aquesta darrera la qui té la parroquianatge del terme.
El recinte ha estat restaurat en la seva totalitat per la Diputació de Barcelona, l'actual propietari. De la construcció romànica es conserva una part dels murs de la nau central coberta amb volta de canó seguit, apuntada, així com les restes de la Sala Comtal del Castell de Tagamanent.